# St. Antonius (Werbeln)

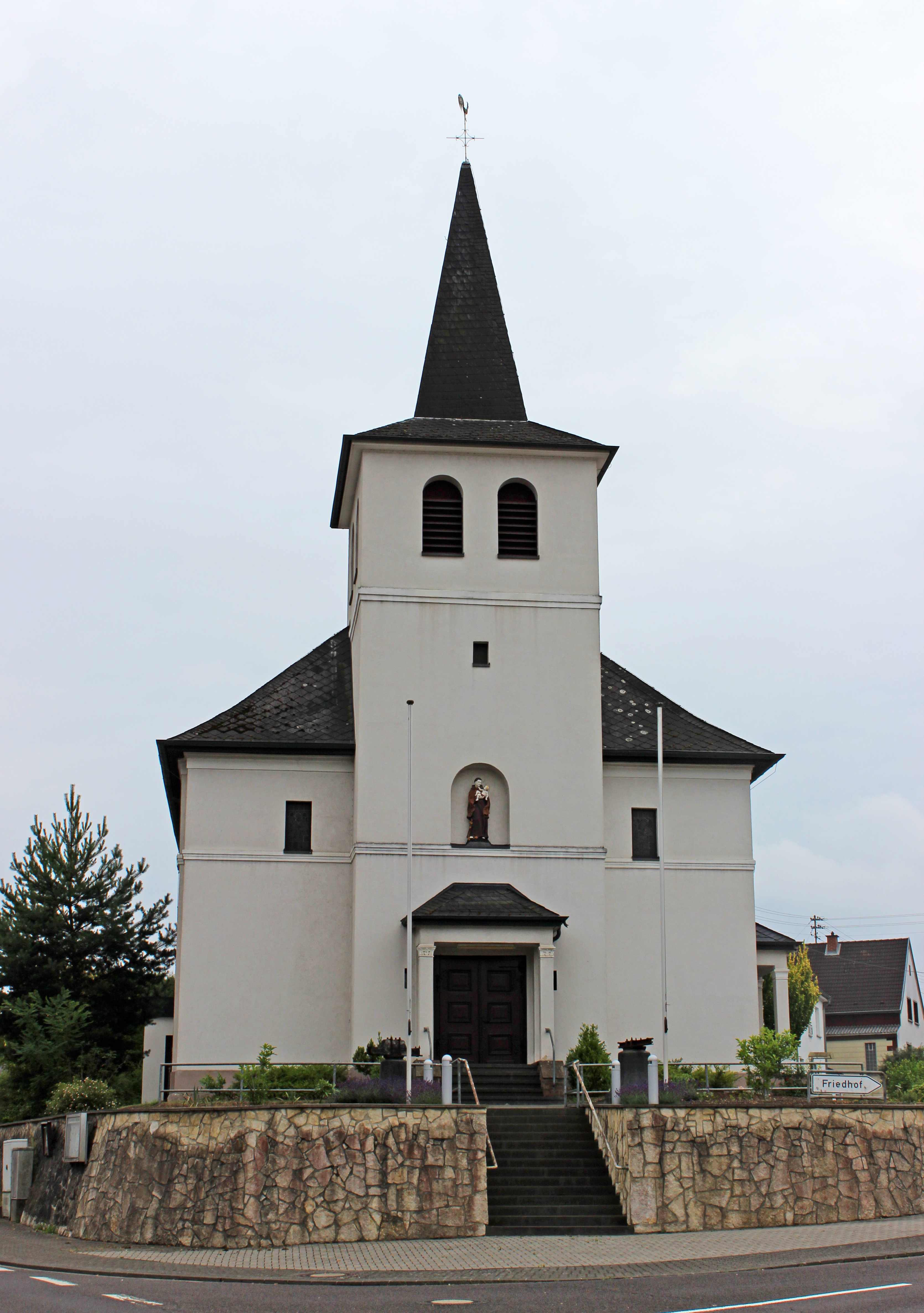
Die katholische Kirche St. Antonius in Werbeln

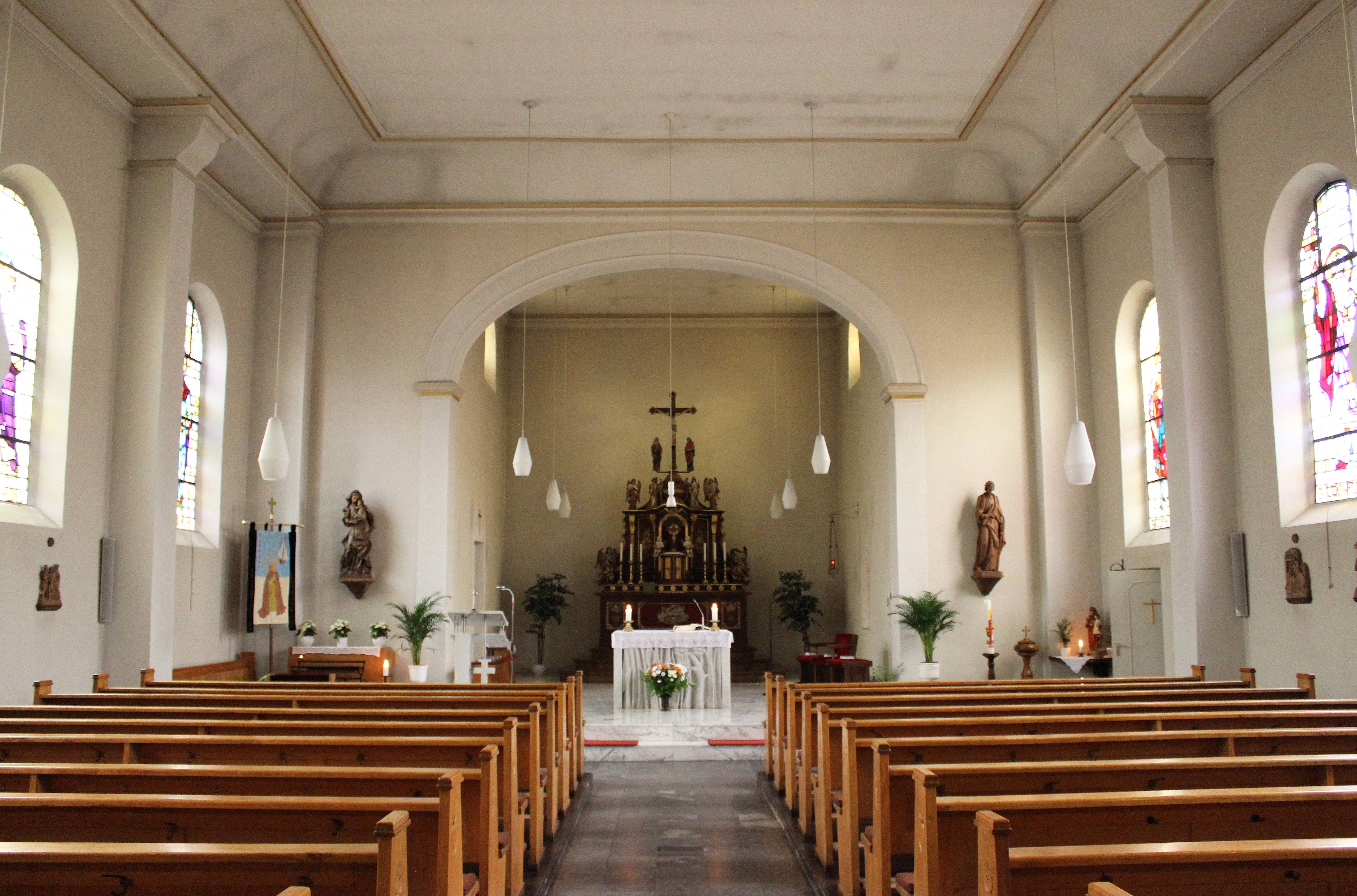
Blick ins Innere der Kirche

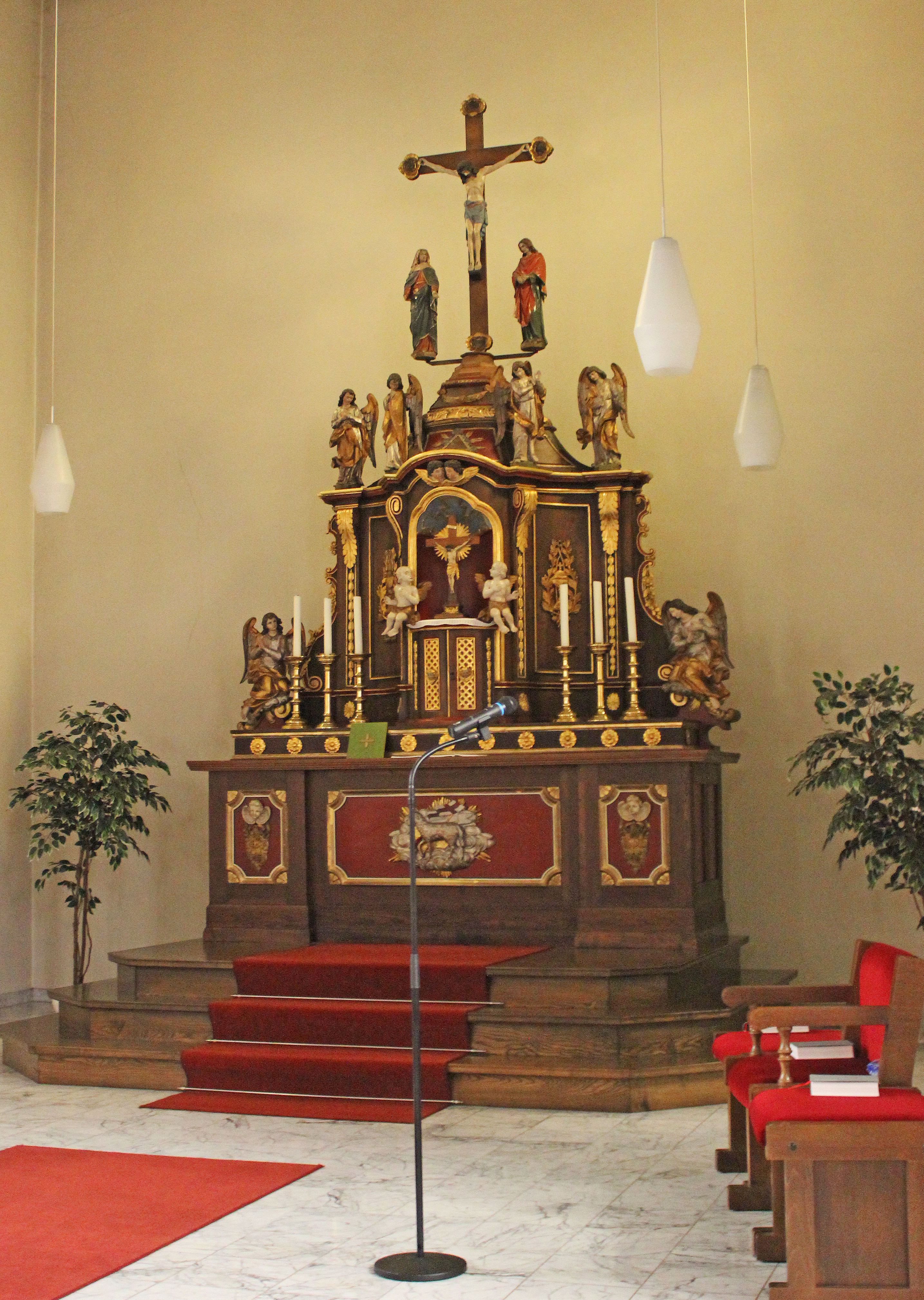
Der barocke Hochaltar

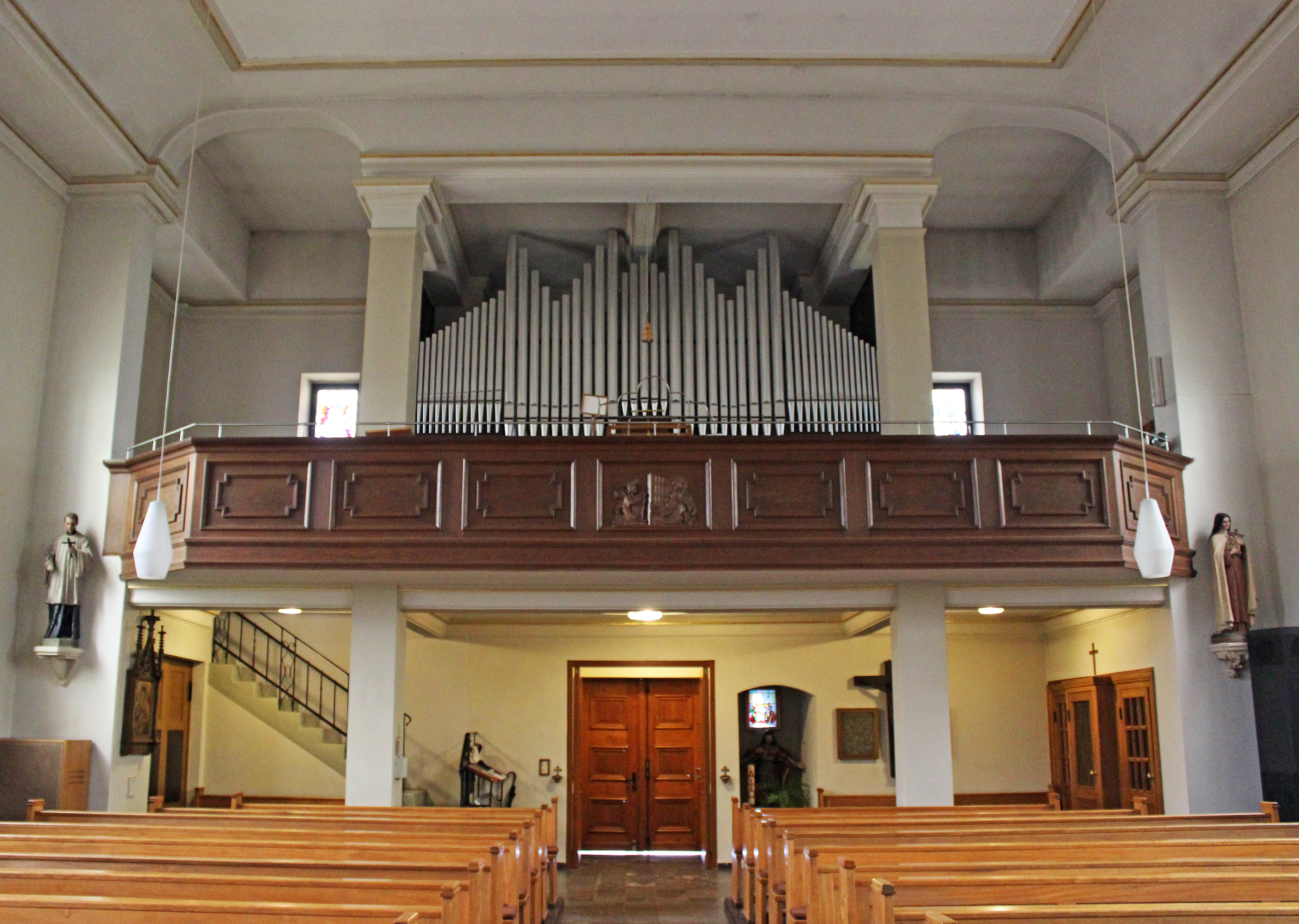
Blick zur Empore mit dem Prospekt der Weise-Orgel

Die Kirche St. Antonius von Padua ist eine dem heiligen Antonius von Padua gewidmete römisch-katholische Kirche in Werbeln, einem Ortsteil der saarländischen Gemeinde Wadgassen, Landkreis Saarlouis. In der Denkmalliste des Saarlandes ist die Kirche als Einzeldenkmal aufgeführt.

## Geschichte
Bevor die heutige Kirche erbaut wurde, mussten die Katholiken aus Werbeln den Weg nach Wadgassen auf sich nehmen, um den Gottesdienst besuchen zu können. Erste konkrete Überlegungen den Bau einer Kirche in Werbeln in Angriff zu nehmen wurden durch den Ausbruch des Ersten Weltkrieges zunichtegemacht. Aber bereits im Jahr 1919 wurden die Überlegungen durch die Gründung eines Kirchenbauvereins wieder ins Leben gerufen. Im Zeitraum von 1920 bis 1923 gelang es ein Vereinsvermögen von 77.513,10 Fr zu erwirtschaften.
Um die Planungen für den Kirchenbau weiter voranzutreiben, wurde am 10. März 1923 durch den Kirchenvorstand von Wadgassen die „Erhebung der Filiale Werbeln zur Kapellengemeinde“ beantragt, sowie die „Vorarbeiten zum Bau einer Kapelle“ beschlossen.
Aufgrund einer Schenkung, war man bereits seit dem Jahr 1912 im Besitz eines Bauplatzes für das zu errichtende Kirchengebäude, für dessen Pläne Architekt Peter Marx (Trier) verantwortlich zeichnete. Am 17. Juni 1923 erfolgte die Grundsteinlegung, und bereits gegen Ende des gleichen Jahres war die Kirche im Rohbau fertiggestellt. Die bereits im August 1923 vollendeten Maurerarbeiten führte Bauunternehmer Schneider (Schaffhausen) durch. Darüber hinaus beteiligte sich auch die Werbelner Bevölkerung, z. B. durch Herbeischaffung von Baumaterial in eigenen Fuhrwerken, an den Bauarbeiten. Die feierliche Einweihung der fertiggestellten Kirche erfolgte am Dreifaltigkeitssonntag des Jahres 1924. Die Innenausstattung, die nach der Einweihung noch sehr bescheiden war, wurde erst in den darauffolgenden Jahren vervollständigt.
Am 3. März 1929 wurde durch den Kirchenvorstand der Gemeinde Wadgassen beschlossen Werbeln zur Kapellengemeinde zu erheben. Es dauerte dann aber noch bis zum 29. Januar 1937, ehe der Beschluss wieder aufgegriffen und Werbeln zur selbständigen „Seelsorgestelle“ werden sollte. Mit Kaplan Manderscheid trat am 20. März 1938 der erste Seelsorger der Expositur Werbeln seinen Dienst an. Zuvor war Werbeln schließlich durch Urkunde vom 1. März 1938 zur Kapellengemeinde erhoben worden. Die staatliche Bestätigung der Erhebung erfolgte am 2. August 1938. Der nächste Schritt zur Eigenständigkeit fand am 19. März 1941 statt, indem Werbeln zur Vikarie mit eigener Vermögensverwaltung erhoben wurde.
Während des Zweiten Weltkrieges wurde die Kirche durch Artilleriebeschuss weitgehend zerstört, konnte aber bis Ende 1945 wieder notdürftig hergerichtet werden. Im Jahr 1952 konnte das Pfarrhaus im Kohlenbauerweg oberhalb der Kirche fertiggestellt werden. Nach diversen Renovierungs- und Umbaumaßnahmen in und an der Kirche im Laufe der 1970er-Jahre, wurde am 17. Mai 1979 durch den Pfarrverwaltungsrat der Beschluss gefasst, den Kirchturm zu erneuern. Dies geschah dann im Jahr 1981, wobei im Rahmen dieser Baumaßnahme auch ein neuer Außenanstrich aufgetragen wurde. In den Jahren 1992 und 1993 erfolgte eine umfangreiche Außenrenovierung der Kirche, bei der u. a. der Verputz sowie große Teile des Daches und der Dachbalken erneuert wurden.
Im Jahr 1997 wurde die Kirche einer Innenrestaurierung unterzogen. 2010 kam es erneut zu Restaurierungs- und Umbauarbeiten, bei denen u. a. eine neue Orgel eingebaut wurde.
Mit Wirkung zum 1. September 2011 wurde die Pfarrei St. Antonius Teil der neu errichteten Pfarreiengemeinschaft Wadgassen im Dekanat Wadgassen. Zur Pfarreiengemeinschaft gehören auch die Pfarreien Maria Heimsuchung in Wadgassen, Herz Jesu in Hostenbach, Hl. Schutzengel in Schaffhausen und St. Gangolf in Differten.

## Ausstattung
Zur Ausstattung der Kirche gehört ein barocker Hochaltar, der sich zuvor in der katholischen Kirche des Saarlouiser Stadtteils Beaumarais befunden hatte. Bevor der Altar in der Werbelner Kirche aufgestellt wurde, führte die Künstlerwerkstatt Mettler eine Restaurierung durch. Im Jahr 1971 wurde der Altar aus der Kirche entfernt und in der Pfarrgarage abgestellt. Nach einer Renovierung fand der Altar im Jahr 1981 wieder Aufstellung in der Kirche. Die für die Restaurierung des Altars verantwortliche Künstlerwerkstatt Mettler lieferte im Jahr 1928 auch die inzwischen nicht mehr vorhandene Kanzel und die hölzerne Brüstung der Empore mit einer Darstellung der heiligen Cäcilia.
Weitere Ausstattungsgegenstände konnten von der ehemaligen Pfarrei Heckenbach an der Ahr, erworben werden. Darunter z. B. eine hochgotische Monstranz. Die Fenster mit Heiligendarstellungen wurden im Jahr 1942 von der Kunstwerkstatt Angel (Saarbrücken) angefertigt. Die kurz nach dem Bau der Kirche entstandenen Wandmalereien, im Stil expressionistischer Kirchenmalerei, wurden im Jahr 1939 übertüncht.
Im Turm der Kirche befindet sich ein Geläute, bestehend aus drei Glocken in den Größen 480 kg (Ton a), 280 kg (Ton c) und 200 kg (Ton d). Gegossen wurden sie von der Firma Mabilon (Saarburg).

## Orgel
Die erste Orgel erhielt die Kirche im Jahr 1925. Es handelte sich um ein Instrument der Orgelbauwerkstatt Friedrich Weigle (Echterdingen).
Bis zum Einbau der heutigen Orgel im Jahr 2010, befand sich in den drei Jahrzehnten davor nur ein elektronisches Instrument in der Kirche, dessen Zustand immer schlechter wurde, sodass ein baldiger Ausfall abzusehen war.
Die aktuelle Orgel, ein Instrument des Orgelbauers Michael Weise (Plattling), wurde im Jahr 1955 für die Pfarrkirche St. Helena in Saarbrücken-Burbach erbaut, die im Jahr 2009 aus bautechnischen Gründen geschlossen werden musste. Aufgrund des guten Zustandes entschied sich der Werbelner Verwaltungsrat dazu, die Weise-Orgel zu kaufen. Die Firma Hugo Mayer (Heusweiler) übernahm den Wiederaufbau des Instrumentes in der Werbelner Kirche und erweiterte dabei die Orgel um eine Trompete 8′.
Das Kegelladen-Instrument verfügt über 16 Register, verteilt auf zwei Manuale und Pedal. Die Spieltraktur ist elektropneumatisch, die Registertraktur ist elektrisch. Die Disposition lautet wie folgt:
| I Hauptwerk |            |       |
| 1.          | Prinzipal  | 8′    |
| 2.          | Rohrflöte  | 8′    |
| 3.          | Salicional | 8′    |
| 4.          | Oktave     | 4′    |
| 5.          | Waldflöte  | 2′    |
| 6.          | Mixtur     | 1 ⁄3′ |
| 7.          | Trompete   | 8′    |

| II Seitenwerk |                |    |
| 8.            | Gedackt        | 8′ |
| 9.            | Nachthorn      | 4′ |
| 10.           | Prinzipal      | 2′ |
| 11.           | Sesquialter II |    |
| 12.           | Scharff III    | 1′ |

| Pedal |              |     |
| 13.   | Subbaß       | 16′ |
| 14.   | Prinzipalbaß | 8′  |
| 15.   | Gedacktbaß   | 8′  |
| 16.   | Rohrpfeife   | 4′  |

- Koppeln:
  - Normalkoppeln: II/I, I/P, II/P
  - Suboktavkoppeln: II/I
- Spielhilfen: 2 freie Kombinationen, Tutti